# The Blindness of Devotion
The Blindness of Devotion er en amerikansk stumfilm fra 1915 af J. Gordon Edwards.

## Medvirkende
- Robert B. Mantell som de Carnay
- Genevieve Hamper som Renee Delacroix
- Stuart Holmes som Pierre Caveraux
- Claire Whitney som Bella
- Henry Leone